# Spionage

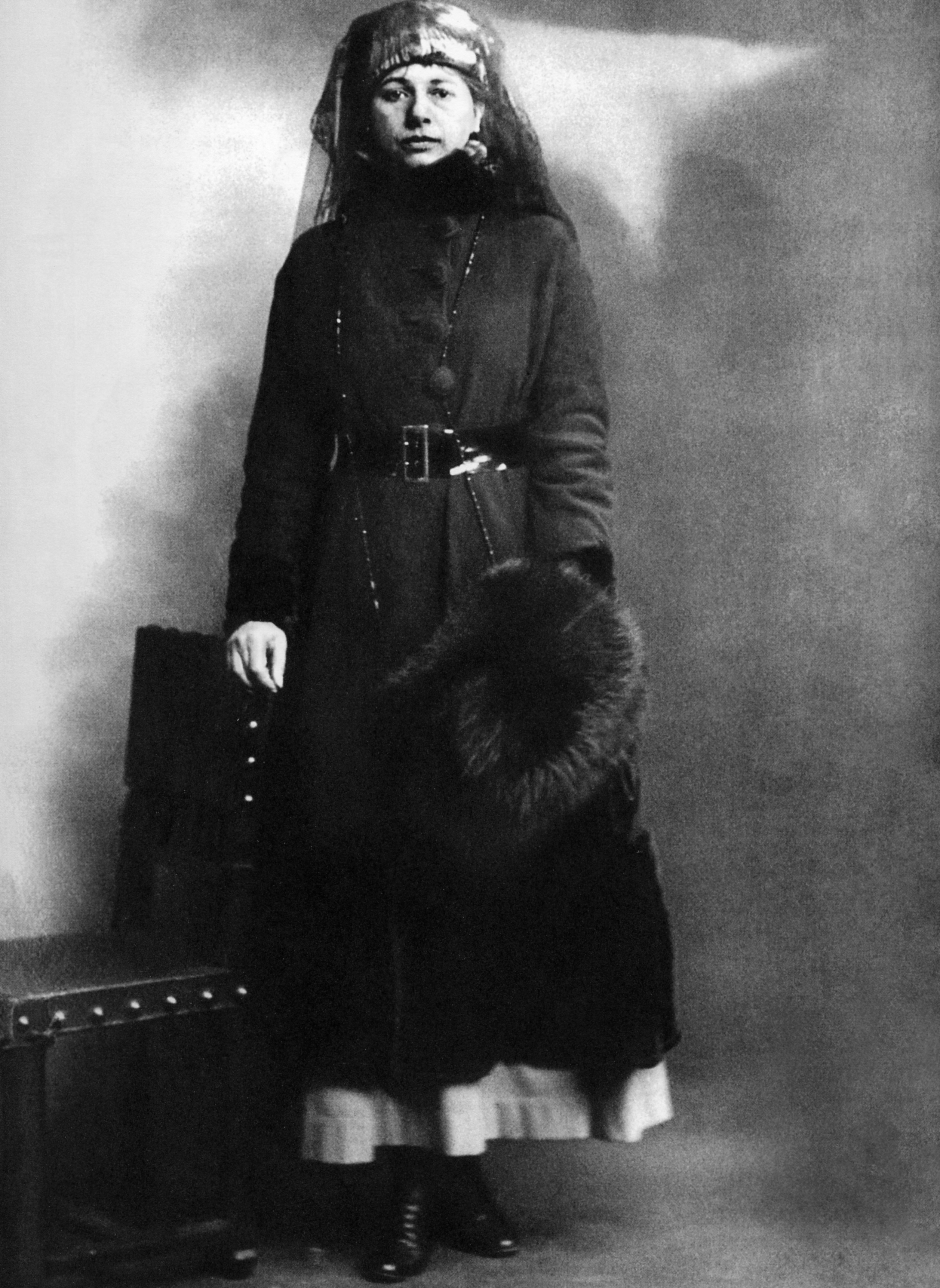
Mata Hari am Tag der Verhaftung, dem 13. Februar 1917

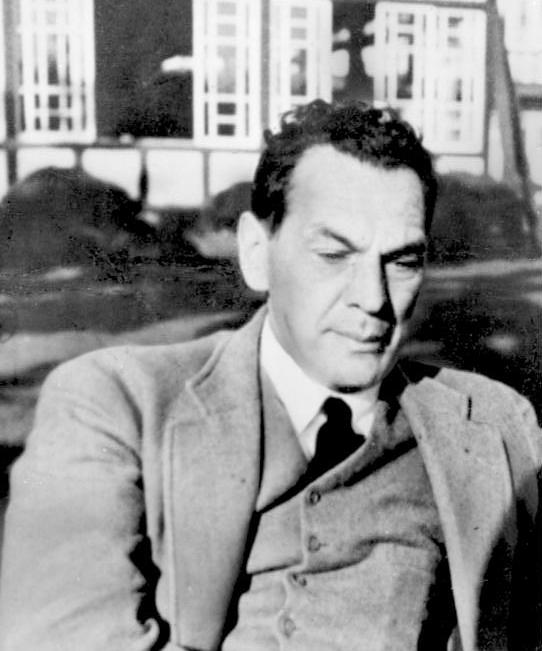
Der für die Sowjetunion tätige Spion Richard Sorge (1940)

Spionage ist die meist verdeckte, mit nachrichtendienstlichen Mitteln und Methoden betriebene Beschaffung von Staatsgeheimnissen oder anderen Informationen über politische, militärische, wirtschaftliche, wissenschaftliche und andere Themen meist durch ausländische Nachrichtendienste oder in deren Auftrag. Sie dient in der Regel dem Erkenntnisgewinn und der frühzeitigen Erkennung von Gefahren, um diese abwehren zu können. Eine Person, welche Spionage betreibt, nennt man Spion. Ein besonders früher häufig gebrauchter deutscher Begriff ist Kundschafter (zum Beispiel in der ehemaligen DDR euphemistisch ergänzt zu „Kundschafter des Friedens“).
Fast alle Staaten betreiben Spionage (z. B. Deutschland durch den Bundesnachrichtendienst, BND), bestrafen aber die gegen das eigene Land gerichtete Spionage (z. B. Deutschland nach §§ 93 bis 101a StGB, siehe Landesverrat).
Des Weiteren gibt es im Bereich der Wirtschaft, der Firmen und Konzerne die Wirtschaftsspionage und es gibt den Beruf des (Privat-)Detektivs, der sich auch nachrichtendienstlicher Techniken und Methoden bedient. Im allgemeinen Sprachgebrauch ist entsprechend auch von Ausspionieren und Bespitzeln die Rede.

## Etymologie
Das Wort Spion wurde im 16. Jahrhundert aus dem Italienischen spione ‚Beobachter, Kundschafter‘ (Augmentativum zu spia ‚Späher‘) entlehnt und verbreitete sich während des Dreißigjährigen Krieges in der deutschen Sprache. Später bildete man dazu die Wörter spionieren (Ende 17. Jahrhundert, nach französisch espionner) und Spionage (1. Hälfte des 18. Jahrhunderts, französisch espionnage).

## Geschichte
Spionage zur verdeckten Erlangung von Erkenntnissen über eine feindliche oder konkurrierende Macht wird schon seit alters her betrieben. Frühe konkrete Zeugnisse darüber finden sich zum Beispiel im Alten Testament.
Der Beginn der Spionage durch spezielle Nachrichtendienste geht im deutschsprachigen Raum auf Major Heinrich von Brandt zurück, der um 1866/1867 Leiter des zeitweilig eingerichteten militärischen Nachrichtenbüros des kaiserlichen Generalstabes war. Dieses wurde dann 1873 nach Beendigung des Deutsch-Französischen Krieges aus Effizienzgründen kurzzeitig wieder aufgelöst. Mit der Kabinettsorder vom 24. Mai 1883 wurde für Preußen bestimmt, die Sammlung von Nachrichten und statistischen Materials über fremde Heere als permanente Aufgaben zu realisieren. 1889 wurde die Abteilung III b im Großen Generalstab gegründet, die diesem Zweck diente.
In Frankreich entwickelte sich 1894 die Dreyfus-Affäre vom vorgeblichen Spionagefall zugunsten des Deutschen Kaiserreichs zum vollwertigen Justiz- und Militärskandal.
Um die Jahrhundertwende ließen sich im europäischen Raum bereits etwa 17 militärische Nachrichtendienste nachweisen. Dazu gehörten unter anderem: der Secret Intelligence Service, der Security Service im Vereinigten Königreich, der aus der Ochrana hervorgegangene Militärnachrichtendienst des Russischen Kaiserreichs, das österreichische k.u.k. Evidenzbüro und weitere. Von besonderem Gewicht zur Entwicklung und deutlicheren Qualifizierung nachrichtendienstlicher Arbeit war der Russisch-Japanische Krieg 1905/1906, der bereits einige wesentliche Elemente des späteren Ersten Weltkrieges in sich barg. So gab es die ersten bedeutenden Spionageaktivitäten bereits lange vor Ausbruch des Ersten Weltkrieges. Allein in den Jahren 1907 und 1908 wurden in Deutschland wegen des Spionageverdachts 66 Personen festgenommen und davon 12 wegen des Deliktes der Spionage gerichtlich verurteilt.
Lange vor dem Zweiten Weltkrieg bereiteten sich in Deutschland die entsprechenden Einrichtungen des Reichswehrministeriums wie die Abwehr des Oberkommandos der Wehrmacht, des Auswärtigen Amtes, des Sicherheitsdienstes des Reichsführers SS (SD), der Politischen Polizei, der Gestapo, des Reichssicherheitshauptamtes (RSHA) gezielt auf die nachrichtendienstliche Aufklärung seiner Gegner, deren Bekämpfung aber auch die Spionageabwehr vor. In den Jahren zwischen dem Ersten und Zweiten Weltkrieg existierten allein auf deutschem Territorium über 80 nachrichtendienstlich arbeitende Organisationen unterschiedlicher Struktur und politischer Ausrichtung. Neben der klassischen Spionagetätigkeit erlangten dabei neue Methoden, die auf dem rasanten technischen Fortschritt beruhten, zunehmende Bedeutung. Hierzu zählten zum Beispiel die Fernmeldeaufklärung sowie die Kryptographie bzw. Steganographie und ihre Entschlüsselung mithilfe von rechnergestützten Verfahren. Solche Aktivitäten übten einen wesentlichen Einfluss auf den Verlauf des Zweiten Weltkriegs aus; die Öffentlichkeit erlangte indes erst Jahrzehnte später davon genauere Kenntnis (z. B. Operation Ultra).
Trotz des Zusammenbruchs im Zweiten Weltkrieg blieben die zuvor deutscherseits von der Abteilung Fremde Heere Ost aufgebauten Spionagenetze im Ostblock teilweise intakt und wurden danach im Kalten Krieg – vermittelt vom ehemaligen Abteilungsleiter Reinhard Gehlen – vom amerikanischen Geheimdienst bzw. später dem Bundesnachrichtendienst genutzt. In dieser Zeit kam es zu einer massiven gegenseitigen Spionage zwischen den Vereinigten Staaten und ihren Alliierten einerseits sowie der Sowjetunion und der Volksrepublik China und deren Verbündeten andererseits. Insbesondere die Geheimnisse um den Bau von Kernwaffen und die militärische Aufklärung waren dabei von gegenseitigem Interesse.
Eine wesentliche Rolle hierbei spielte auch die Funkspionage beider Seiten. So wurden Richtfunk-Verbindungen von und nach West-Berlin sowie innerhalb Westdeutschlands durch Horchposten entlang der innerdeutschen Grenze systematisch abgehört. Federführend auf Seiten der DDR waren hierbei das Ministerium für Staatssicherheit und der Militärische Nachrichtendienst der Nationalen Volksarmee. Die größte Abhörstation der Sowjetunion befand sich in unmittelbarer Grenznähe auf dem Brocken im Harz und wurde bald nach der Wende abgebaut. Das amerikanische Gegenstück in Bad Aibling blieb hingegen weiterhin in Betrieb. Nach dem Ende des Kalten Krieges konzentrierte sich die Spionage vermehrt auf Informationen aus der Industrie (Wirtschaftsspionage, siehe unten), wobei immer wieder auch der Verdacht der „Spionage unter Freunden“ geäußert wird.
In jüngerer Zeit hat der Einsatz von speziellen Aufklärungssatelliten die Spionagetechnik weiter verfeinert. Ein ganz neu entstandener Spionagezweig ist die Cyberspionage, die die weltweite Vernetzung von Informationen im Zuge der Globalisierung ausnutzt, nicht zuletzt durch das Internet.

## Verbreitung
Die Tätigkeit von Spionen oder Agenten, die zumeist von den eigenen Nachrichtendiensten angeworben oder geführt werden, ist nur ein Teilaspekt der nachrichtendienstlichen Tätigkeit. Viele Staaten unterscheiden zudem
- militärische und zivile (und im Weiteren auch polizeiliche) Informationsgewinnung;
- Nachrichtengewinnung über menschliche Quellen, wie Informanten, angeworbene oder eingeschleuste Spione, auch als Human Intelligence (HUMINT) bezeichnet, und Spionage mit technischen Mitteln, wie Spionageflugzeuge, Spionagesatelliten, Funkaufklärung, Anzapfen von Fernmeldeleitungen;
- Nachrichtengewinnung, die eigentliche Spionage und die zugehörige Spionageabwehr gegen entsprechende Maßnahmen fremder Dienste, meist auch mit nachrichtendienstlichen Mitteln.

Neben Spionage mit dem Ziel der Gewinnung industrieller und militärtechnischer Geheimnisse durch Staaten existieren auf diesem Gebiet auch in Einzelfällen Spionageaktivitäten durch private Organisationen, insbesondere Wirtschaftsunternehmen.
Auch heute werden Kommunikationswege wie Satelliten, Glasfaser, Richtfunk sowie Mobilfunk-Verbindungen durch Nachrichtendienste überwacht und ausspioniert. Dies auch bei befreundeten Staaten.
Informationssammlungen mit nachrichtendienstlichen Mitteln wurden nach dem Zusammenbruch des Ostblocks vor allem auf die Bekämpfung der Proliferation von Waffen, des illegalen Drogenhandels und des Terrorismus gerichtet, allerdings gewinnt Wirtschaftsspionage immer mehr an Bedeutung.
In den Jahren 2010 bis 2023 (bis 9. September) wurden insgesamt 383 Personen in Deutschland der Spionage, der geheimdienstlichen Agententätigkeit oder verwandter Delikte, bei denen der Generalbundesanwalt Ermittlungsverfahren einleitete, beschuldigt. Davon wurden 37 verurteilt.
Gemäß einem Urteil des Bundesverwaltungsgerichts vom Mai 2018 darf der Bundesnachrichtendienst auch weiterhin in großem Umfang Daten beim Internet-Knoten DE-CIX in Frankfurt am Main abgreifen.

### Wirtschaftsspionage
Wirtschaftsunternehmen, die Spionage betreiben oder Zugriff auf nachrichtendienstlich erlangte Informationen haben, erlangen einen wirtschaftlichen Vorteil gegenüber Wettbewerbern, da sie etwa fremde Forschungsergebnisse ausnutzen können, ohne dass eine eigenständige Forschungsarbeit erfolgen müsste. Spioniert wird auch, um zum Beispiel einen Konkurrenten bei Ausschreibungen knapp unterbieten zu können.

## Motive
Bei der Anwerbung von Staatsangehörigen fremder Mächte zur Spionage werden in der Forschung vier Motive identifiziert, die mit dem englischen Akronym MICE (engl. Mäuse) umschrieben werden:
- Money (‚Geld‘): Manche Spione wollen mit zusätzlichem Einkommen einen verschwenderischen Lebensstil finanzieren, wie der US-Amerikaner Aldrich Ames, oder ließen sich aus finanzieller Not anwerben, wie Mata Hari.[12]
- Ideology (‚Ideologie‘): Wer sich bestimmtem Gedankengut verpflichtet fühlt, wird eher bereit sein, jenen zu helfen, die dieses Gedankengut vertreten, so begab sich Witold Pilecki sogar freiwillig in das KZ Auschwitz. Während des Kalten Krieges agierten u. a. Kim Philby und George Blake aus ideologischer Überzeugung.
- Coercion (‚Zwang‘): Fallweise werden potenzielle Agenten eingeschüchtert, bedroht oder erpresst, um sie zur Kooperation zu bewegen. So wurde z. B. Alfred Redl mit Enthüllung seiner Homosexualität und Edgar Feuchtinger mit der Enthüllung seiner Desertion erpresst.
- Ego: Ein Spion ist in seiner Selbstwahrnehmung eine wichtige und einflussreiche Person, was ihn von der Masse der Menschen unterscheidet, auch wenn diesen seine Rolle nicht bekannt ist; er kann in dieser Rolle auch anderen (z. B. Vorgesetzten) etwas „heimzahlen“. Nach diesem Motiv handelte etwa Robert Hanssen.

### Gesamtdarstellungen
- Clifford Stoll: Kuckucksei: Die Jagd auf die deutschen Hacker, die das Pentagon knackten. Fischer-Taschenbuch-Verlag, Frankfurt 1998, ISBN 3-596-13984-8.
- Guido Knopp: Top-Spione. Verräter im Geheimen Krieg. C. Bertelsmann Verlag, München 1994, ISBN 3-570-12152-6.
- Albrecht Charisius und Julius Mader: Nicht länger geheim – Entwicklung, System und Arbeitsweise des imperialistischen deutschen Geheimdienstes. Deutscher Militärverlag, Berlin-Ost 1969, DNB 456264531.
- Markus Mohr, Klaus Viehmann (Hrsg.): Spitzel. Eine kleine Sozialgeschichte. Assoziation A, Berlin/Hamburg 2004, ISBN 3-935936-27-3.
- Abschnitt Aus dem Geheimdienst. in: Wolfgang Foerster: Kämpfer an vergessenen Fronten. Feldzugsbriefe, Kriegstagebücher und Berichte. Kolonialkrieg, Seekrieg, Luftkrieg, Spionage. Berlin (Deutsche Buchvertriebsstelle. Abteilung für Veröffentlichungen aus amtlichen Archiven) 1931, S. 422–606.
- Paul von Lettow-Vorbeck (Hrsg.): Die Weltkriegsspionage. Authentische Enthüllungen über Entstehung Art, Arbeit, Technik, Schliche, Handlungen, Wirkungen und Geheimnisse der Spionage vor, während und nach dem Kriege auf Grund amtlichen Materials aus Kriegs-, Militär-, Gerichts- und Reichsarchiven. Vom Leben und Sterben, von den Taten und Abenteuern der bedeutendsten Agenten bei Freund und Feind. Justin Moser Verlag, München 1931.
- Thomas A. Reppetto: Battleground New York City. Countering spies, saboteurs, and terrorists since 1861. Potomac Books, Washington, D.C. 2012, ISBN 978-1-59797-677-0 (englisch).
- Wolfgang Krieger: Geschichte der Geheimdienste. Von den Pharaonen bis zur CIA (= Beck’sche Reihe. 1891). Beck, München 2009, ISBN 978-3-406-58387-2
- Norman Polmar/Lee J. Mathers/Thomas A. Brooks: Spy Ships. One Hundred Years of Intelligence Collection by Ships and Submarines, Lincoln (Potomac Books) 2023. ISBN 978-1-64012-591-9. ISBN 978-1-64012-475-2
- Phillip Knightley: Die Geschichte der Spionage im 20. Jahrhundert. Aufbau und Organisation, Erfolge und Niederlagen der großen Geheimdienste. Bern, München, Wien 1986.

### Deutsch-deutsche Spionage
- Claus Arndt: Die Herausgabe von Stasi-Unterlagen Prominenter. in: NJW 2004, S. 3157 ff.
- Friedrich-Wilhelm Schlomann: Die Maulwürfe. Universitas Verlag, Tübingen 1993, ISBN 3-8004-1285-3.
- Klaus Behling, Can Kerim Aykac, Andrea Behling: Kundschafter a. D. Das Ende der DDR-Spionage. Hohenheim-Verlag, Stuttgart/Leipzig 2003, ISBN 3-89850-098-5.
- Nicole Glocke: Im Auftrag von US-Militäraufklärung und DDR-Geheimdienst. Die Lebensgeschichten zweier gegnerischer Agenten im Kalten Krieg. Verlag Dr. Köster, Berlin 2010, ISBN 978-3-89574-725-0.
- Bernd Michels: Spionage auf Deutsch. Wie ich über Nacht zum Top-Agenten wurde. Zebulon Verlag, Düsseldorf 1992, ISBN 3-928679-06-6.
- Harold Keith Melton: Die Welt der Spione. Im Auftrag der Geheimdienste. Paletti, Köln 2004, ISBN 3-8336-0134-5.

### Enzyklopädische Werke
- K. Lee Lerner, Brenda Wilmoth Lerner: Encyclopedia of espionage, intelligence, and security. Thomson Gale, Detroit u. a. 2004 (3 Bände) (Vollversion bei archive.org)

## Rezeption
- Krieg in den Wolken – Luftspionage über der DDR. Dokumentation, 2007, 45 Min., ein Film von Jan Lorenzen, Michael Marten, John Goetz und Claudia Schön, Produktion: MDR, Erstsendung: 20. November 2007, Inhaltsangabe (Memento vom 3. Januar 2008 im Internet Archive) des MDR
- James Bond – Agent 007, ist ein von Ian Fleming erfundener Geheimagent. Es gibt sowohl Bücher als auch Filme und Spiele über den für den MI6 tätigen Spion.
- Seit 2015 bietet das Deutsche Spionagemuseum in Berlin einen Überblick zur Welt der Spionage von der Antike bis zur Gegenwart.